# 家庭网关计划
家庭网关倡议（Home Gateway Initiative，简称HGI）是一个非营利性行业组织，专注于讨论住宅网关（也称为家庭网关）的关键规范和标准。
HGI由多家电信公司于2004年12月创立，这些公司包括：Proximus Group、BT集团（BT）、德国电信（Deutsche Telekom）、法国电信（France Telecom）、KPN、日本电信电话（NTT）、瑞士电信（Swiss Telecom）、挪威电信（Telenor）、意大利电信（Telecom Italia）和TeliaSonera。
此外，多家设备制造商也加入了该组织，如ADB、德沃洛公司（Devolo）、华为、Ikanos通讯公司、英特尔、Lantiq、SoftAtHome和中兴通讯（ZTE）。HGI的主要目标包括：
- 发布家庭网关的技术规范；
- 推动家庭通信服务市场的增长，为创始成员公司所服务的数百万客户提供支持；
- 改善家庭设备与网关之间的互操作性。

HGI的工作建立在其他标准化机构的基础上，如宽频论坛、数字生活网络联盟（DLNA）和开放服务网关倡议（OSGi）联盟。2006年，该倡议与国际电信联盟（ITU-T）达成合作协议。 HGI还与oneM2M建立了关系，并将其部分成果转移至oneM2M，特别是智能设备模板（SDT）规范，这一工作最终发布为ETSI TR 118 522 V2.0.0（2016年9月）。
HGI于2016年6月停止运营，并按照其章程完成收尾工作，将所有规范归档保存五年。其官方网站和文件于2021年2月21日永久存档在互联网档案馆（Internet Archive）。HGI原网站（www.homegatewayinitiative.org）目前不再由原组织管理，未来可能会被其他组织接管。

### 出版物
- 《家庭网关技术要求：住宅配置文件》（版本1.01，2008年4月28日）
- 《家庭网关技术要求：发布版本1.0》（2006年7月1日，已过时）